# ناحیه فرون، شهرستان بلترامی، مینه سوتا
ناحیه فرون (به انگلیسی: Frohn Township) یک منطقهٔ مسکونی در ایالات متحده آمریکا است که در شهرستان بلترامی، مینه‌سوتا واقع شده‌است.
 ناحیه فرون ۹۴٫۲ کیلومتر مربع مساحت و ۱٬۴۳۳ نفر جمعیت دارد و ۴۰۶ متر بالاتر از سطح دریا واقع شده‌است.